# Ozdín
Ozdín (in ungherese Ozdin) è un comune della Slovacchia facente parte del distretto di Poltár, nella regione di Banská Bystrica.